# Fedorivka, Rozdolne
Fedorivka (în ucraineană Федорівка) este un sat în comuna Ruciii din raionul Rozdolne, Republica Autonomă Crimeea, Ucraina.

## Demografie
Componența lingvistică a localității Fedorivka
     Rusă (62,5%)
     Ucraineană (19,96%)
     Tătară crimeeană (14,25%)
Conform recensământului din 2001, majoritatea populației localității Fedorivka era vorbitoare de rusă (62,5%), existând în minoritate și vorbitori de ucraineană (19,96%), tătară crimeeană (14,25%) și armeană (2,63%).